# Trollforsen
Trollforsen ist eine der größten Stromschnellen Europas. Sie liegt in der nordschwedischen Gemeinde Arvidsjaur. 
Auf einer Strecke von 800 m fließt der Fluss Piteälven zwischen Felsen und über Klippen und überwindet dabei einen beträchtlichen Höhenunterschied. Der umgebende Naturwald ist durchzogen von Flussläufen und Altwässern, kleineren Seen und Sümpfen. Das Gebiet ist teilweise für Wanderer erschlossen. Von Moskosel aus führt eine etwa 15 km lange Schotterpiste zu einem Parkplatz, der Wanderweg beginnt mit einer schmalen, schwankenden Hängebrücke über den Fluss (für maximal zwei Personen gleichzeitig – oder 150 kg – zugelassen), und ist im weiteren Verlauf durch Wegmarkierungen erkennbar.

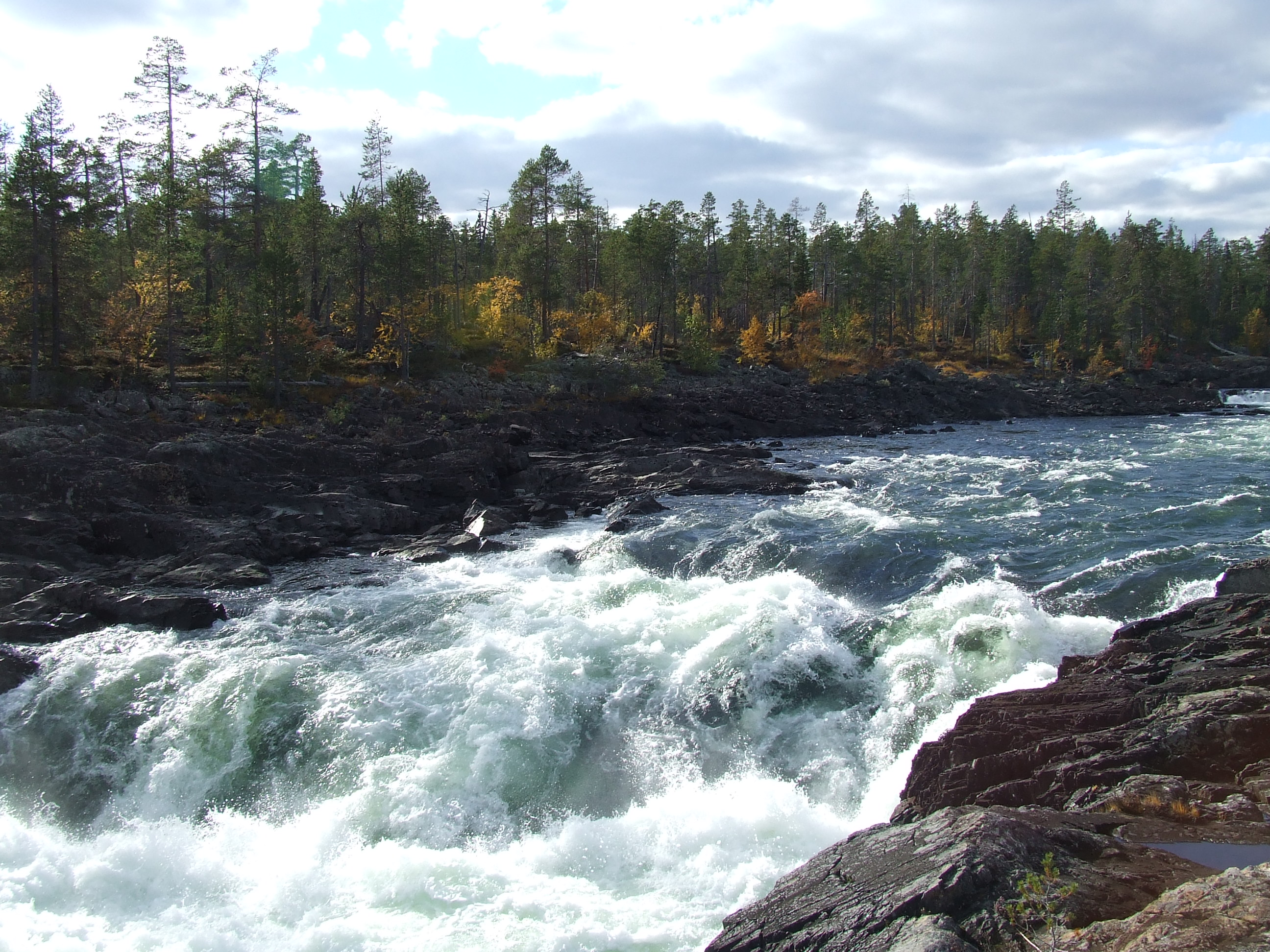
Pitefluss am Trollforsen
Hängebrücke
Stromschnellen

Koordinaten: 65° 59′ 56″ N, 19° 19′ 39″ O